# 연화사 (서울 동대문구)
연화사(蓮花寺)는 서울특별시 동대문구 경희대로 3길 56 (회기동)에 위치한 사찰이다. 대한불교 조계종 직할교구이다. 연화사는 연산군의 생모 제헌왕후 윤씨(폐비윤씨)의 해원석결과 극락왕생을 빌기 위해 원찰로 세워진 사찰이다. 경종과 선의왕후 어씨를 모신 의릉이 세워진 후, 의릉의 능침사로 지정된다.
연화사는 매년 제헌왕후의 기일(음력8월15일)에 경종(음력8월24일) 선의왕후 어씨의 기일제를 지내고 있다.